# Gardner Hole (dolina)

Panorama doliny Gardner Hole

Gardner Hole - dolina rzeki Gardner w północno-wschodniej części Parku Narodowego Yellowstone, w stanie Wyoming w Stanach Zjednoczonych. Wysoko wyniesiony obszar doliny w kształcie trójkąta otoczony jest górami - od wschodu i północy pasmem Gallatin Range, od północnego zachodu pasmem Absaroka, od wschodu i południa pofałdowanym terenem kaldery Yellowstone. Dolina poprzecinana jest wąskimi, krętymi strumieniami takimi jak Osidian, Fawn, Panther i Indian wpadającymi do rzeki Gardner, pozostały obszar jest bardzo malowniczy. Główny nurt rzeki zaczynający się jako mały strumień na wysokości ponad 3000 metrów nad poziomem morza, a później płynący dnem doliny jest jednym z najbardziej lubianych przez wędkarzy zbiorników wodnych w parku. Oprócz licznie występujących ryb takich jak pstrąg tęczowy i ryb okoniokształtnych rodzaju Calotomus, w dolinie żyją też ssaki takie jak bobry i łosie oraz liczne gady i płazy. Brzeg rzeki porośnięty jest wierzbami, reszta doliny w większości jest terenem łąkowym. Nazwa doliny oznacza "dziurę Gardner" lub "głębię Gardner" co genezę ma w kilku źródłach - jednym z nich jest duża głębokość rzeki w centrum doliny.